# Lentilles cercle
 (août 2011).
Si vous disposez d'ouvrages ou d'articles de référence ou si vous connaissez des sites web de qualité traitant du thème abordé ici, merci de compléter l'article en donnant les références utiles à sa vérifiabilité et en les liant à la section « Notes et références ».
Les lentilles cercles, ou lentilles cerclées, sont un type de lentilles de contact à vocation cosmétique. Elles sont constituées d'une zone transparente afin de laisser inchangée la vision, et d'un cercle sur le bord et autour de l'iris afin de modifier sa couleur ou de changer sa taille apparente. Lorsqu'elles sont de couleur noire, elles peuvent faire croire à une aniridie.